# Hiệp ước Tordesillas
Hiệp ước Tordesillas là một hiệp định được ký kết tại Tordesillas (nay thuộc tỉnh Valladolid, Tây Ban Nha) vào ngày 7 tháng 6 năm 1494 và chứng thực tại Setúbal, Bồ Đào Nha, chia các vùng đất mới được phát hiện bên ngoài châu Âu giữa Bồ Đào Nha và Tây Ban Nha dọc theo một kinh tuyến dài 370 league (2193 mét) phía tây của quần đảo Cabo Verde (ngoài khơi bờ biển phía tây của châu Phi). Tuyến phân chia này phân giới cắm mốc là khoảng giữa quần đảo Cape Verde (đã thuộc Bồ Đào Nha) và các đảo mà Christopher Columbus đã đổ bộ lên trong chuyến đi đầu tiên của mình (tuyên bố chủ quyền cho Tây Ban Nha), có tên trong hiệp ước là Cipangu và Antilia (Cuba và Hispaniola).